# جون بيترسون (لاعب غولف)
جون بيترسون (بالإنجليزية: John Peterson)‏ هو لاعب غولف أمريكي، ولد في 18 أبريل 1989 في فورت وورث في الولايات المتحدة.

## وصلات خارجية
- الموقع الرسمي
- جون بيترسون على موقع رابطة لاعبي الغولف المحترفين (الإنجليزية)
- جون بيترسون على موقع التصنيف العالمي الرسمي للغولف (الإنجليزية)